# Alfons Braun
Alfons Braun (* 10. Dezember 1940 in Marxheim) ist ein ehemaliger deutscher Politiker (SPD) und ehemaliger Polizist. Zwischen 1974 und 1984 war er Mitglied des Bayerischen Landtags und im Anschluss bis 2002 Landrat des Landkreises Donau-Ries.

## Leben
Braun besuchte die Volksschule in Marxheim und die Berufsschule Donauwörth. Er war Mithelfer in der elterlichen Landwirtschaft. 1959 trat er in die Bayerische Bereitschaftspolizei in München ein, es folgte ein Anstellungslehrgang für den mittleren Polizeivollzugsdienst mit anschließender Prüfung. 1963 wurde er Polizeivollzugsbeamter bei der Landespolizeistation Donauwörth. Nach einer Aufstiegsprüfung für den gehobenen Polizeivollzugsdienst wurde er zum Polizeiinspektor befördert, zuletzt war er stellvertretender Leiter der Landespolizeistation Donauwörth.
1966 wurde Braun in den Kreistag Donauwörth als jüngstes Mitglied gewählt. 1972 folgte die erneute Wahl zum Kreisrat, diesmal des neuen Landkreises Donau-Ries, dort war er Mitglied verschiedener Ausschüsse. Ebenfalls 1972 wurde er zum Stadtrat von Donauwörth gewählt, seit dieser Zeit war er Vorsitzender der SPD-Stadtratsfraktion. Ferner war er Vorsitzender des SPD-Kreisverbands Donau-Ries und stellvertretender Vorsitzender des Unterbezirks Nordschwaben. Von 1974 bis 1984 war Braun Mitglied des Bayerischen Landtags, danach war er von 1984 bis 2002 Landrat des Landkreises Donau-Ries.
2009 wurde Braun vor dem Landgericht Augsburg „wegen besonders schwerer Untreue“ zu einer Bewährungsstrafe verurteilt.